# Anoplodesmus martensi
Anoplodesmus martensi är en mångfotingart som först beskrevs av Sergei I. Golovatch 1990.  Anoplodesmus martensi ingår i släktet Anoplodesmus och familjen orangeridubbelfotingar. Inga underarter finns listade i Catalogue of Life.